# Яузская аллея
Я́узская алле́я — улица в районе Богородское Восточного административного округа Москвы.

## История
Аллея начинается у платформы Яуза Ярославского направления, по которой и получила в название в 1985 году. Прежнее название — улица 6-й километр северной железной дороги, первоначально — улица Шестая верста.

## Расположение
Яузская аллея находится на территории национального парка Лосиный остров
между платформой Яуза Ярославского направления и станцией Белокаменная Московского центрального кольца.
От Яузской аллеи вправо отходят Первый Белокаменный проезд и Белокаменное шоссе, а влево — Абрамцевская просека.

## Примечательные места, здания и сооружения
По адресу Яузская аллея, 2 расположен ЦНИИ туберкулёза РАМН.

### Здания
Максимальный номер дома — 17а.
- владение 6 строение 1 — Трансформаторная подстанция ТП-3337
- 2 строение 1а — Главное здание ЦНИИТ (ЦНИИ туберкулёза)
- 2а — Территория бывшей автобазы лесничества Яузского лесопарка
- 2 строение 12 — Административное здание ЦНИИТ
- 2 строение 14 — Виварий при ЦНИИТ
- 2 строение 4 — Отделение диагностики Центрального научно-исследовательского института туберкулёза Российской академии медицинских наук
- 2 строение 4а — Аптека при Центральном научно-исследовательском институте туберкулёза Российской академии медицинских наук
- 2 строение 14
- 2 строение 18
- 2 строение 17
- 2 строение 13
- 2 строение 5 — Библиотека и учебный центр при Центральном научно-исследовательском институте туберкулёза Российской академии медицинских наук
- 2 строение 3А
- 2 строение 5А
- 2 — Центральный научно-исследовательский институт туберкулёза
- 2 строение 9
- 2 строение 15
- 2 строение 47 — Проходная ЦНИИТ
- 2 строения 1, 2, 3 — Терапевтический корпус ЦНИИ туберкулёза
- 2 строение 2А
- 2 строение 22
- 4 — Яузская аллея, 4 - Жилое здание.
- 6 — Яузская аллея, 6 Жилое здание.
- 8 — Администрация и служба регистрации банного комплекса
- 8а строение 1 — Тепловой павильон ПАО «Московская теплосетевая компания»
- 8 — Железнодорожная станция Белокаменная
- 8а — Банный комплекс «Усадьба банная на Лосином Острове»
- 9 строение 1 — Железнодорожный вокзал станции Белокаменная Малого кольца Московской железной дороги
- 9 сооружение 2 — Подземный пешеходный переход и подземный вестибюль станции Белокаменная МЦК
- 17а — Яузская аллея, 17а

## Транспорт
По аллее проходят автобусы с675 и 682.
- У одного конца Яузской аллеи расположена платформа Яуза Ярославского направления Московской железной дороги;
- у другого —  станция МЦК  Белокаменная.